# Comissió de la Dignitat
La Comissió de la Dignitat és una entitat memorialista nascuda el 2002 amb l'objectiu principal d'aconseguir el retorn als seus legítims propietaris de la documentació confiscada per la dictadura franquista a Catalunya, coneguda popularment com els Papers de Salamanca.
El nom de Comissió de la Dignitat fa referència a un escrit de l'escriptor portuguès José Saramago en què afirma que els pobles desapareixen quan perden la capacitat d'indignar-se. Va ser iniciativa d'Antoni Strubell i en els seus inicis hi van tenir un paper molt actiu Enric Borràs, Pep Cruanyes, Pilar Rebaque, Carme Forcadell i Elisenda Romeu, i ha comptat amb la col·laboració de nombroses entitats i institucions catalanes, així com de figures polítiques i intel·lectuals com l'expresident del Parlament de Catalunya Joan Rigol o els hispanistes Henry Ettinghausen i Paul Preston. Des del 2003, l'entitat atorga anualment els Premis Dignitat a persones significades en les causes que reivindica.
A més d'aconseguir la devolució —encara parcial— dels documents, la Comissió de la Dignitat ha tingut un paper destacat en la recuperació de la memòria històrica a Catalunya, mantenint una activitat constant d'homenatge i de reivindicació de les víctimes de la dictadura franquista.

## Història

### La confiscació dels documents

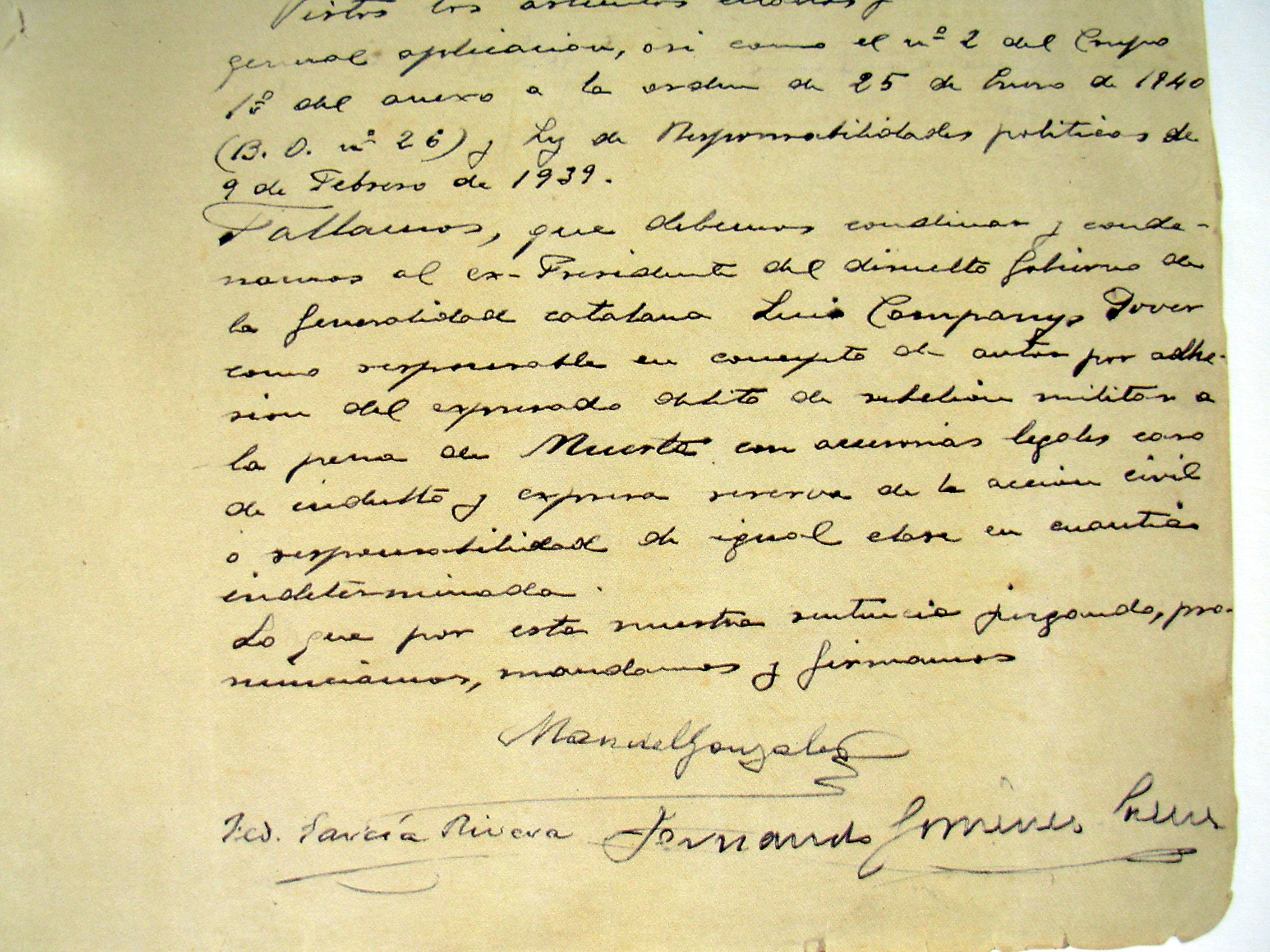
Extracte de la sentència de mort del sumari de Lluís Companys, President de la Generalitat de Catalunya (1933-1940).

La confiscació es feu en els mesos posteriors a l'entrada de les tropes nacionals a Catalunya després de la Guerra Civil espanyola (1936-1939). Es buidaren els arxius i les prestatgeries d'entitats de tota mena, de les institucions de la Generalitat, dels ajuntaments, i de molts particulars. S'hi incloïen correspondència, llibres, cartells, fotografies i documentació administrativa diversa. Aquesta tasca començà a gran escala a Barcelona a mans de la Delegación del Estado para la Recuperación de Documentos, l'endemà mateix de la caiguda de la ciutat.
Aquesta documentació fou traslladada en vagons de tren a Salamanca, on fou garbellada i classificada per tal de facilitar la tasca de persecució política dels defensors de la Generalitat republicana i dels opositors del règim franquista. Com a instrument de repressió feixista va constituir una de les fonts bàsiques d'informació per al Tribunal Especial de Repressió de la Maçoneria i del Comunisme creat el 1940, i moltes de les sentències de mort dictades per aquest tribunal foren basades en la documentació confiscada.
Un cop reinstaurat un règim democràtic a l'Estat espanyol, i recuperada la Generalitat de Catalunya, una de les primeres reivindicacions del govern català fou el retorn dels seus arxius espoliats. Al llarg dels anys 1980 es catalogà curosament la documentació. El 17 de març de 1995 el govern del PSOE, llavors presidit per Felipe González, acordà restituir a la Generalitat els documents conservats a l'Arxiu Històric Nacional, Secció Guerra Civil.
La reacció airada de les autoritats salmantines, amb la manifestació popular més gran de la història de la ciutat, feu tirar enrere el govern socialista. Pel Reial decret 426/1999, de 12 de març, el govern espanyol, ja en mans del Partit Popular, intentà blindar el dipòsit de documents a Salamanca, convertint-lo en l'«Archivo General de la Guerra Civil Española». Malgrat la pressió dels diferents partits catalans, el govern espanyol es negà de forma reiterada a retornar els documents robats.

### La campanya pels Papers de Salamanca i el retorn parcial de 2006
L'11 de juny de 2002, la Comissió de la Dignitat va presentar al Paranimf de la Universitat de Barcelona una «Declaració Internacional» exigint la documentació confiscada que va comptar amb l'aval de la comunitat acadèmica internacional, encapçalada per personalitats distingides com Noam Chomsky, Francesco Cossiga, Rigoberta Menchú, Danielle Mitterrand, Adolfo Pérez Esquivel, Federico Mayor Zaragoza, Nawal al-Sa'dawi o Mario Soares, juntament amb més de 700 catedràtics i professors de més de 200 universitats de tot el món que donaren suport a la reivindicació.
Aquesta crida internacional es complementà amb una sèrie d'actes públics a Salamanca per tal d'explicar les raons de la campanya en què participà una comitiva formada per representants de tots els partits catalans —tret del PP—, el cartellista Carles Fontserè i el filòsof Xavier Rubert de Ventós, aconseguint alguns suports entre els sectors progressistes de la ciutat però sense poder vèncer les reticències de les principals institucions polítiques. Dos anys més tard, la victòria del PSOE a les eleccions generals de 2004 i la investidura de José Luis Rodríguez Zapatero com a nou president del govern espanyol amb el suport d'Esquerra Republicana de Catalunya obrí el camí cap a la satisfacció de les aspiracions de la Comissió de la Dignitat.
Així, doncs, el gener de 2006 es va iniciar un lent retorn de la major part dels documents, gairebé tots els de la Generalitat de Catalunya, malgrat els intents de darrera hora de l'Ajuntament de Salamanca d'impedir-ho per la via judicial. Però el nomenament del nou ministre de cultura, César Antonio Molina, frustrà un cop més la devolució completa dels lligalls, motiu pel qual es convocaren nous actes i manifestacions. La més sonada va ser el gran concert al Palau Sant Jordi de Barcelona el 21 d'octubre de 2007 en el marc de la campanya «La Nació Catalana diu PROU, volem tots els papers!», en el qual van actuar Maria del Mar Bonet, Raimon i Pep Sala davant de prop de dotze mil persones.

### La reclamació de la devolució total i l'anul·lació dels judicis franquistes

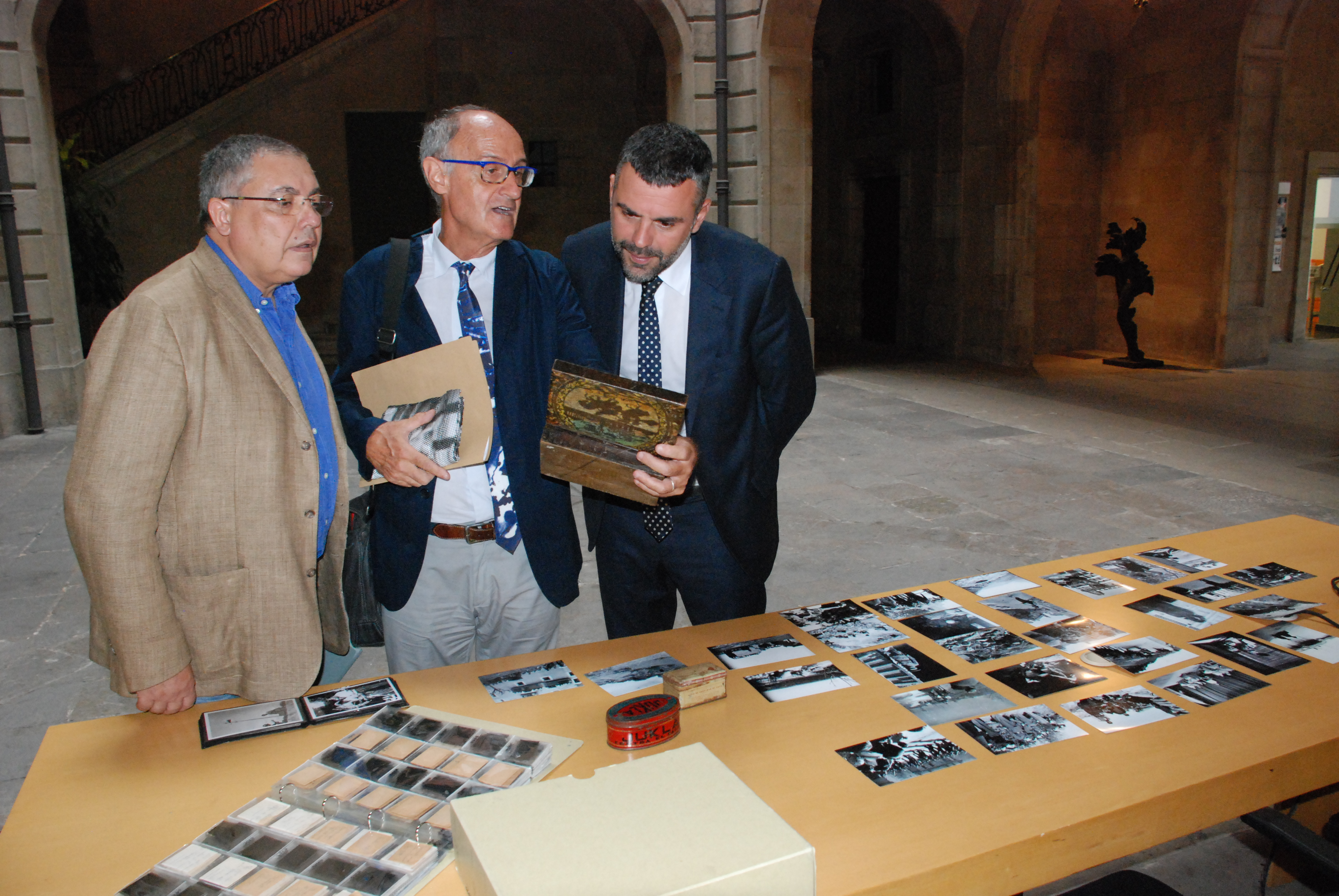
Representants de la Comissió de la Dignitat fent donació a l'Arxiu Nacional de Catalunya del Fons Boix, el 14 de setembre de 2016.

El mes d'octubre de 2010, la Comissió de la Dignitat organitzà a l'església de Sant Agustí Nou de Barcelona el primer funeral de país dedicat a la figura del president Lluís Companys amb motiu del 70è aniversari del seu afusellament, que comptà amb la presència de 700 persones, i impulsà la restitució de la gran senyera que la Generalitat republicana havia fet onejar des del Castell de Montjuïc, que finalment s'hi emplaçaria definitivament l'any següent.
A principis de 2013, la Comissió de la Dignitat recaptà fons per a l'adquisició d'una col·lecció de més de 1.300 negatius —obra del fotògraf Francesc Boix— contingudes en l'anomenat «Fons d'Argelers» que incloïa material sobre la Guerra Civil i l'exili republicà, i que cedí posteriorment a l'Arxiu Nacional de Catalunya. El 14 d'abril del mateix any reinaugurà el monument d'homenatge a la proclamació de la República per part de Francesc Macià als peus de l'antena del Tibidabo, destruït per les tropes franquistes i reconstruït gràcies a les fotografies recuperades.
El juliol del 2013, presentà davant la UNESCO, amb el suport de l'Arxiu Nacional de Catalunya, un informe en què es detallaven els incompliments reiterats del govern espanyol en el retorn prèviament pactat de la documentació pendent que, a més, havia estat ratificat pel Tribunal Constitucional el gener d'aquell any.
El febrer del 2015 reclamà formalment a l'Estat espanyol el retorn dels anomenats Papers d'Àvila, documentació requisada per la Gestapo el 1940 i dipositada a l'arxiu militar d'Àvila, i poc després la Generalitat s'afegí a la reclamació.
L'entitat tingué també un paper central en l'impuls i elaboració de la proposició de Llei de reparació jurídica de les víctimes del franquisme aprovada pel Parlament de Catalunya el 29 de juny de 2017, que anul·la totes les sentències i resolucions de les 65.590 causes i dels consells de guerra instruïts a Catalunya per causes polítiques entre el 1938 i el 1978.

### Tancament de la comissaria de Via Laietana de Barcelona
Conjuntament amb la sectorial de represaliats de l'Assemblea Nacional Catalana, la Comissió de la Dignitat ha reclamat d'ençà el 2020 el tancament de la comissaria de la Prefectura Superior de Policia a la Via Laietana de Barcelona per convertir l'espai en un centre d'interpretació de la repressió política i la tortura a Catalunya, un centre de justícia, reparació i garanties de no repetició i de defensa dels drets humans.